# Anuanurunga
Anuanurunga is een onbewoond atol in de Tuamotuarchipel in Frans-Polynesië. Het is deel van de Îles du Duc de Gloucester. Het eiland ligt 23 km ten zuidoosten van Nukutepipi, 30 km noordwestelijk van Anuanuraro en 685 km van Tahiti. Anuanurunga heeft een bijna ronde vorm met een middellijn van 3,3 km en een landoppervlakte van 2,6 km² en het wateroppervlak van de lagune is 2,6 km².

## Geschiedenis
De ontdekking van het eiland door Europeanen was door de Britse marineofficier en ontdekkingsreiziger Philip Carteret. Hij bezocht de Îles du Duc de Gloucester in 1767 en noemde de atol Four Crowns. In 1850 namen de Franse bezit van het eiland. Het eiland is nooit permanent bewoond geweest. Bestuurlijk/administratief gezien behoren de vier atollen van de Îles du Duc de Gloucester onder de gemeente (commune) Hao.

## Fauna
Er komen 22 vogelsoorten voor en vijf soorten van de Rode Lijst van de IUCN waaronder de met uitsterven bedreigde hendersonstormvogel (Pterodroma atrata) en het witkeelstormvogeltje (Nesofregetta fuliginosa).
Atollen: Anuanuraro · Anuanurunga · Hereheretue · Nukutepipi